# ロルフ・ヴィルヘルム・ブレードニヒ
ロルフ・ヴィルヘルム・ブレードニヒ（Rolf Wilhelm Brednich、1935年2月8日 - 2023年11月30日）は、ドイツの民俗学者、口承文芸研究家。

## 経歴
ラインラント＝プファルツ州ヴォルムスに生まれ、1954から1960にテュービンゲン大学とマインツ大学でドイツ学、歴史学、プロテスタント神学を学び、マインツ大学でVolkserzählungen und Volksglaube von den Schicksalsfrauen（運命の女神の口承文芸と民間俗信）により学位を得た。1963年から1980年までフライブルクの民謡研究所に属して多くの資料編集にたずさわった。1969年にフライブルク大学で Die Liedpublizistik im Flugblatt des 15. bis 17. Jahrhunderts（15世紀から17世紀に至る刷り物に現れた歌謡集成）によって教授資格を得た。1981年にゲッティンゲン大学教授となってドイツ民俗学＝ヨーロッパ・エスノロジー研究を主宰した。
1980年代からドイツ語圏における昔話研究の中心的な位置にあり、専門事典 Enzyklopädie des Märchens（昔話百科事典）と専門誌 Fabula（ファーブラ）の主たる編集者である。1991年から1999年までドイツ民俗学会会長を務めた。外国の研究機関との関係では特に2000年にニュージーランドのヴィクトリア大学ウェリントンへ招かれ、その後、客員教授を兼ねた。昔話と現代民話の分野などで多くの著作と編著があり、日本では竹原威滋や池田香代子らによって翻訳・紹介されている。

## 著作（日本語訳）
- 運命の女神 -その説話と民間信仰 竹原威滋訳、白水社、1989年
- （編著）悪魔のほくろ -ヨーロッパの現代伝説 池田香代子・真田健司訳、白水社、1992年
- （編著）ジャンボジェットのネズミ -ヨーロッパの現代伝説 池田香代子・鈴木仁子訳、白水社、1993年